# Dolichoderus lobicornis
Dolichoderus lobicornis é uma espécie de formiga do gênero Dolichoderus.